# Debegió-hegy
Debegió-hegy este o arie protejată (arie specială de conservare — SAC, sit de importanță comunitară — SCI) din Ungaria întinsă pe o suprafață de 84,7 ha, integral pe uscat.

## Localizare
Centrul sitului Debegió-hegy este situat la coordonatele 47°42′56″N 19°09′27″E / 47.715556°N 19.1575°E.

## Înființare
Situl Debegió-hegy a fost declarat sit de importanță comunitară în mai 2004 pentru a proteja 2 specii de plante și 2 specii de animale. Situl a fost protejat și ca arie specială de conservare în februarie 2010.

## Biodiversitate
Situată în ecoregiunea panonică, aria protejată conține 5 habitate naturale: Stepe panonice nisipoase, Mlaștini calcaroase cu Cladium mariscus și specii de Caricion davallianae, Pajiști cu Molinia pe soluri calcaroase, turboase sau argilos-nămoloase (Molinion caeruleae), Pajiști aluvionare inundabile, de Cnidion dubii, Mlaștini alcaline.
La baza desemnării sitului se află mai multe specii protejate:
- plante (2): Colchicum arenarium, Iris humilis subsp. arenaria
- nevertebrate (2): Carabus hungaricus, orthosia schmidtii (Dioszeghyana schmidtii)

Pe lângă speciile protejate, pe teritoriul sitului au mai fost identificate 8 specii de plante, 1 specie de amfibieni, 3 specii de nevertebrate, 2 specii de reptile.